# Candida Rosa
 (signalé en mai 2025).
Si vous disposez d'ouvrages ou d'articles de référence ou si vous connaissez des sites web de qualité traitant du thème abordé ici, merci de compléter l'article en donnant les références utiles à sa vérifiabilité et en les liant à la section « Notes et références ».
- Archive Wikiwix
- Bing
- Cairn
- DuckDuckGo
- E. Universalis
- Gallica
- Google
- G. Books
- G. News
- G. Scholar
- Persée
- Qwant
- (zh) Baidu
- (ru) Yandex
- (wd) trouver des œuvres sur Wikidata

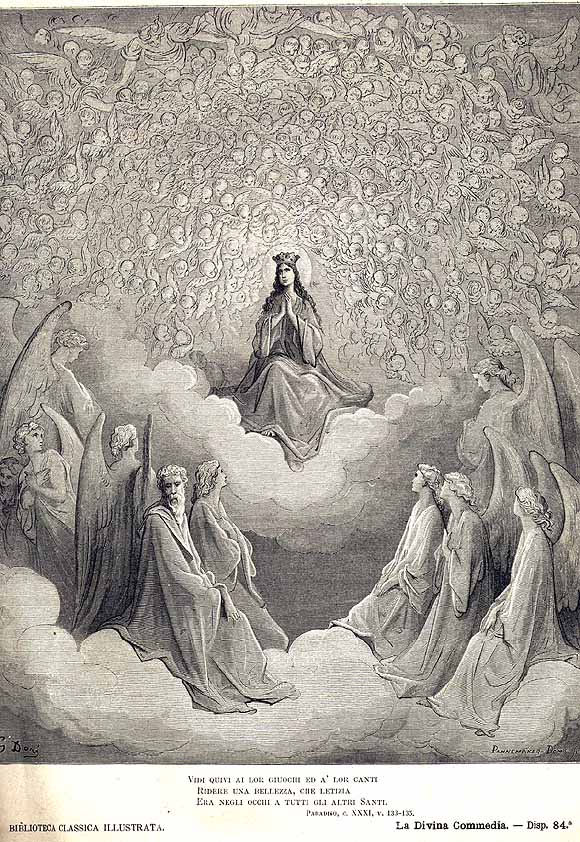
La Vierge Marie au centre de la Candida Rosa, illustration de Gustave Doré.

La Candida Rosa est un lieu situé au Paradis, la troisième partie du poème de La Divine Comédie du poète florentin Dante Alighieri. Ce lieu est situé dans l'Empyrée, où résident Dieu, les hiérarchies angéliques et tous les bienheureux.

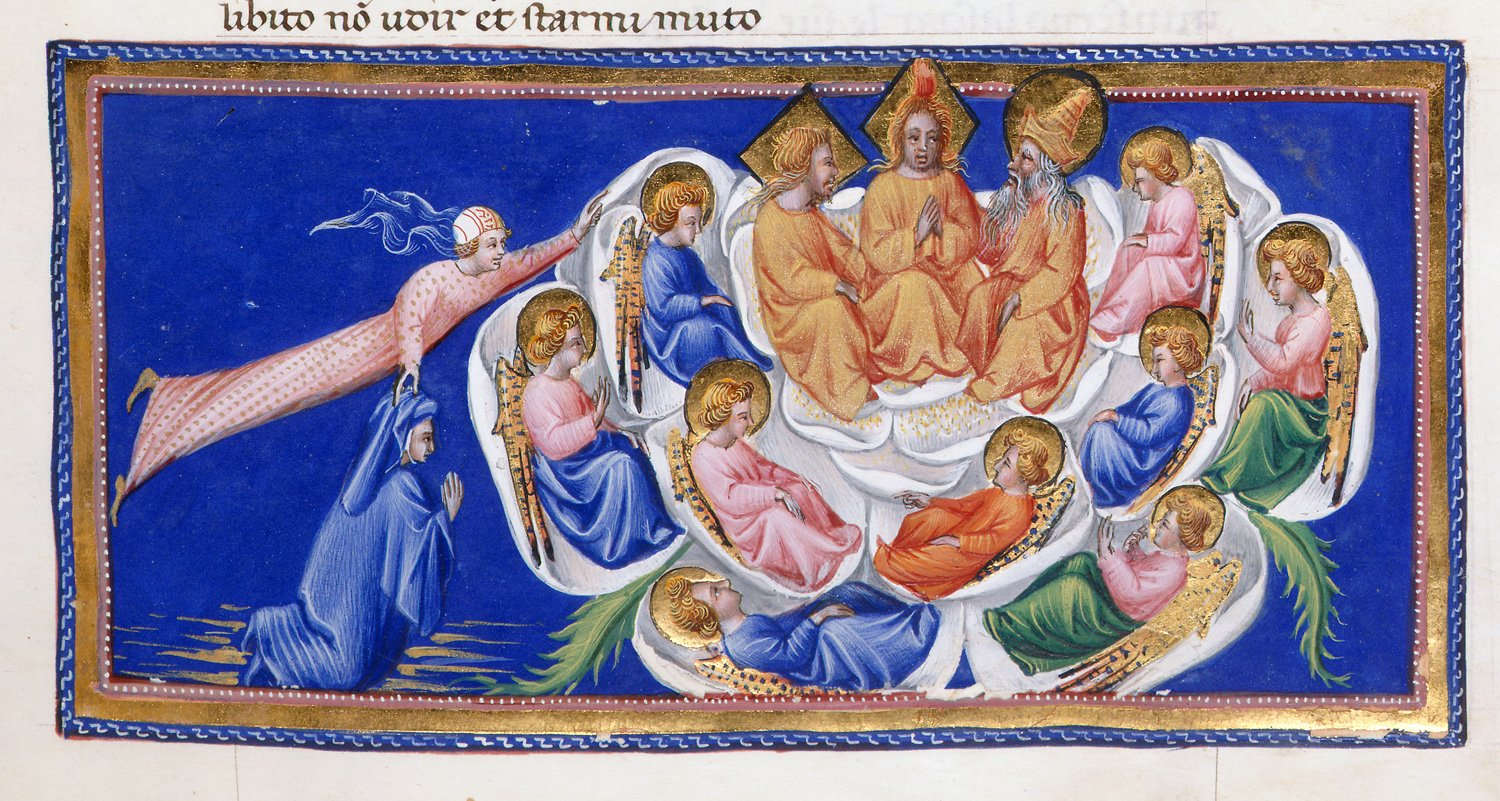
La Candida Rosa des bienheureux par Giovanni di Paolo.

## Description
Il s'agit d'une sorte d'amphithéâtre avec des sièges en forme de rose, où siègent les âmes du Paradis ; elles sont faites de lumière pure, symbole de la félicité divine, à tel point qu'il est difficile de reconnaître leurs traits.

« In forma dunque di candida rosa / mi si mostrava la milizia santa / che nel suo sangue Cristo fece sposa. »

— Paradis, Chant XXXI, versets. 1-3
Les âmes y sont réparties en deux groupes : celles qui croient au Christ qui vient, et celles qui croient au Christ qui est venu. Dans le Chant XXXII, le dernier guide de Dante, Bernard de Clairvaux, explique qu'au centre de la Rose réside la Vierge Marie dont le rayon de lumière est plus fort que celui de toutes les autres âmes. À côté d'elle sont assis les bienheureux de plus grande renommée parmi lesquels saint François d'Assise, saint Augustin d'Hippone et saint Benoît de Nursie. Dans la partie supérieure de la  Candida Rosa, les bienheureux sont divisés en deux parties égales : l'une composée des âmes qui ont été sauvées par leur propre volonté, l'autre des âmes des enfants ou de ceux qui n'ont pas pu atteindre l'âge de raison. Dans le Chant XXXIII, saint Bernard, le nouveau guide de Dante, élève une prière à la Vierge Marie pour lui demander de permettre à Dante de voir Dieu. Tous les bienheureux invoquent la Vierge Marie pour qu'elle accorde la grâce à Dante. Dante peut ainsi comprendre les mystères divins et, avec le ravissement mystique final, la Divine Comédie se termine.